# Westwoodilla caecula
Westwoodilla caecula is een vlokreeftensoort uit de familie van de Oedicerotidae. De wetenschappelijke naam van de soort is voor het eerst geldig gepubliceerd in 1857 door Bate.